# فیلیپ هانلاک
فیلیپ هانلاک (انگلیسی: Philip Hunloke; ۲۶ نوامبر ۱۸۶۸ – ۱ آوریل ۱۹۴۷) قایقران اهل بریتانیا بود.